# Sarıkamış, Sur
Sarıkamış là một xã thuộc quận Sur, tỉnh Diyarbakır, Thổ Nhĩ Kỳ.